# Çarxaçu
Çarxaçu är en ort i Azerbajdzjan.   Den ligger i distriktet Quba Rayonu, i den östra delen av landet, 120 km nordväst om huvudstaden Baku. Çarxaçu ligger 998 meter över havet och antalet invånare är 220.
Terrängen runt Çarxaçu är huvudsakligen kuperad, men västerut är den bergig. Çarxaçu ligger nere i en dal. Runt Çarxaçu är det ganska glesbefolkat, med 31 invånare per kvadratkilometer.. Närmaste större samhälle är Konakh-Kent, 15,9 km nordväst om Çarxaçu. 
Trakten runt Çarxaçu består i huvudsak av gräsmarker.